# Noccaea mexicana
Noccaea mexicana là một loài thực vật có hoa trong họ Cải. Loài này được (Standl.) Holub mô tả khoa học đầu tiên năm 1998.